# Sekeetamys calurus
Sekeetamys calurus — дрібний ссавець, єдиний вид роду Sekeetamys з підродини піщанкові (Gerbillinae) родини мишеві (Muridae) ряду мишеподібні (Muriformes).

## Поширення
Країни проживання: Єгипет, Ізраїль, Йорданія, Саудівська Аравія, Судан. Висота проживання: від рівня моря до 600 м в Ізраїлі. Середовищем проживання є скелясті райони.

## Фізичні характеристики
Голова і тіло довжиною від 10 до 12,5 см, а довжина хвоста від 11 см до 16 см. Хутро від жовтого до червонуватого зверху з чорнуватими тінями. Черево і кінцівки білуваті. Коричневий, пухнастий хвіст закінчується білим пензликом. 

## Поведінка
Ці гризуни риють нори під камінням або будівлями. Самиці народжують у середньому 3 мишенят, максимум 6 у приплоді. Один екземпляр жив під наглядом людини майже 5,5 років.